# 弗洛伊德 (愛荷華州)
弗洛伊德（英語：Floyd）是一個位於美國愛荷華州弗洛伊德縣的城市。

## 地理
弗洛伊德的座標為43°07′39″N 92°44′23″W / 43.12750°N 92.73972°W，而該地的平均海拔高度為325米（即1066英尺）。

## 人口
根據2010年美國人口普查的數據，弗洛伊德的面積為1.55平方千米，當中陸地面積為1.55平方千米，而水域面積為0.00平方千米。當地共有人口335人，而人口密度為每平方千米216人。